# Amos de la Justicia
Los Amos de la Justicia (en inglés Justice Lords) son un grupo ficticio de héroes convertidos en villanos, que aparecieron por primera vez en el episodio de dos partes "Un mundo mejor" de la serie animada Liga de la Justicia.

## Biografía

### Amos de la Justicia
Los Amos de la Justicia son las contrapartes de una dimensión alterna de la Liga de la Justicia. Sus integrantes eran los mismos que los fundadores de la Liga de la Justicia del DCAU — Batman, Linterna Verde, Chica Halcón, el Detective Marciano, Superman, y la Mujer Maravilla. La única excepción era Flash, ya que el Flash de su universo había sido asesinado.
El mundo de los Amos de la Justicia divergió del de la Liga de la Justicia cuando Lex Luthor fue elegido presidente de los Estados Unidos. Por razones desconocidas, Flash fue ejecutado públicamente por Luthor en persona, y las políticas de Luthor eventualmente llevaron al país "al borde de una guerra que podría destruir todo el planeta" según Superman. A resultas de esto, Batman, Superman y la Mujer Maravilla irrumpieron en la Casa Blanca para detener al presidente Luthor a toda cosa. Cuando Luthor se burló de Superman, diciéndole que sin importar cuantas veces lo mandara a prisión él encontraría la manera de salir, y que aún pudiendo acabar con él jamás lo ha hecho (incluso llamándolo "su más grande cómplice"), cayendo en un ciclo infinito, el enfurecido Kryptoniano decidió terminar de una vez con todo y asesinó a Luthor con su visión calorífica. Esta decisión tendría consecuencias nefastas a largo plazo, pues Superman decidió que le gustaba este nuevo tipo de "justicia". Pronto, el resto de los Amos perdieron la fe en la humanidad, y determinados a protegerla de sí misma, perdieron también su sentido moral.
Este acto inicial llevó a los Amos de la Justicia a literalmente apoderarse de los gobiernos mundiales manteniendo el orden con puño de hierro. Usando su base satelital para supervisión global, los Amos de la Justicia llegaron incluso a suprimir la libertad de expresión, controlar las elecciones, y eliminar el crimen de raíz lobotomizando a los criminales y supervillanos (al punto que incluso hicieron arrestar a un hombre solo por quejarse por la comida de un restaurante y porque le calcularon mal su cuenta). Aunque decían a las masas que su comportamiento era solo "temporal" y que lo hacían por el bien de la gente, a los ojos de la Liga de la Justicia eran unos verdaderos tiranos.

### Un mundo mejor
Los Amos de la Justicia se encontraron con sus contrapartes de la Liga de la Justicia cuando su Batman estaba experimentando con un transportador dimensional que construyó. Aburridos con su propio mundo, decidieron "ayudar" a sus contrapartes. Los Amos engañaron a la Liga para hacerlos venir a su propio mundo, y al llegar, los atraparon en una prisión especial diseñada por el Batman alterno. Más tarde, fueron transferidos a celdas especiales que neutralizaban sus poderes, excepto Chica Halcón, que salió gravemente herida intentando escapar.
Cuando los Amos llegaron a la dimensión de la Liga, se toparon con Doomsday, causando alboroto y destrucción. Inmediatamente se le enfrentaron, pero ninguno de ellos era rival para él. La pelea terminó cuando el Superman alterno se las arregló para hacerle a Doomsday una lobotomía con su visión de calor, para consternación de la reportera Lois Lane, que estaba en el lugar, sin embargo, la mayoría de la gente lo celebraba. Lex Luthor, que conocía bien el carácter del verdadero Superman (y por ende de lo que era capaz de hacer y lo que no) fue el único en darse cuenta de que estos "héroes" no eran la Liga de la Justicia.
La Liga logró escapar de su prisión cuando Flash, intentando jugar su papel como mártir de los Amos de la Justicia, aceleró su ritmo cardíaco para hacerle creer al Batman alterno que había sufrido un ataque. El Batman alterno respondió yendo a liberar a Flash y este se aprovechó para noquearlo. De inmediato se fueron al Asilo de Arkham para rescatar a Chica Halcón, excepto por Batman, que se fue a la Baticueva para buscar el transportador dimensional. Allí se enfrentó a su contraparte en una pelea, la cual terminó cuando el Batman alterno apeló a su tragedia mutua luego de que Batman dice que los Amos han creado un mundo sin libertad ni pensamiento al adueñarse del poder, respondiéndole con "Y con ese poder, hicimos un mundo en el que ningún niño tiene que perder a sus padres por culpa de un criminal armado." Más tarde, el Batman normal logra convencer al alterno de que sus métodos estaban mal (usando su mismo juego) diciéndole de manera sarcástica "Les encantaría estar aquí. A mamá y papá. Estarían orgullosos de ti." El Batman alterno finalmente vio el error de sus métodos y salvó a la Liga de la Justicia de las fuerzas de defensa de la Tierra alterna, y los envió de regreso a su dimensión.
De vuelta en la Tierra normal, Superman acudió a Lex Luthor, ofreciéndole un perdón presidencial a cambio de que los ayude a derrotar a los Amos de la Justicia. La Liga se enfrentó a los Amos intentando ganar tiempo hasta que Luthor usó un disruptor de poder para privarlos permanentemente de sus superpoderes. Ante esto, el Superman alterno le advirtió a su contraparte que todo lo que Luthor hiciera a partir de ahora sería su culpa, a lo que él respondió que "es mejor que la alternativa". Los Amos de la Justicia fueron aprisionados y enviados de regreso a su dimensión.
Al final del episodio, Lex Luthor expresó a la prensa su deseo de incursionar en la política.

### Consecuencias
Las acciones de los Amos de la Justicia tendrían grandes repercusiones durante las dos primeras temporadas de Liga de la Justicia Ilimitada. Los eventos de "Un mundo mejor" incrementaron la determinación de Amanda Waller en su cruzada contra la potencial amenaza que podrían representar los metahumanos contra el gobierno y la población. El Proyecto Cadmus, originalmente iniciado para mantener a raya a Superman si se salía de control (como había ocurrido en Superman: La Serie Animada en el episodio final "El Legado"), expandió su lista de amenazas con toda la Liga de la Justicia. También provocó un incremento de paranoia y desconfianza dentro de las filas de la Liga, incluyendo a Batman y The Question, quienes temían que su mundo fuera por el mismo camino que el de los Amos de la Justicia, especialmente cuando Luthor parecía estar cerca de ganar la presidencia.
Mayores ejemplos de la degeneración en la Liga, como la pelea de Superman con el Capitán Marvel por lo que resultó ser una falsa emergencia, una trampa tendida por Luthor y Amanda Waller, y el intento de Superman más tarde en derrotar a Doomsday haciéndole una lobotomía como había hecho su contraparte, hicieron que comenzara a dañarse la reputación de la Liga en la luz pública.
Por fortuna, la Liga había tomado sus precauciones, empezando por reclutar al ex-liberal Flecha Verde para que fuese su conciencia política. Su papel resulta crucial al colocar las intenciones de Cadmus en una perspectiva razonable para la Liga y con eso evita que caigan en la misma tentación que los Amos de la Justicia.

### Divididos caeremos
En el punto culminante del conflicto entre Cadmus y la Liga de la Justicia, la fusión de Lex Luthor y Brainiac creó duplicados androides de las contrapartes de la Liga a semejanza de los Amos de la Justicia. Brainiac añadió además un duplicado de Flash con un traje idéntico al del Flash Reverso visto en los cómics, para distraer a la Liga de interferir con su plan y el de Luthor de destruir el universo y recrearlo a su imagen. Mientras los androides luchaban contra la Liga, intentaban atacarlos psicológicamente con sus mayores miedos: Superman con el hecho de que la gente no confiaba en él y le tenía miedo, y que todo el poder que tenía podía corromperlo, Linterna Verde y Chica Halcón con su relación fallida, al igual del hecho de que Chica Halcón era despreciada por todos en la Tierra y Thanagar (por sus acciones al final de la segunda temporada de Liga de la Justicia), y Flash con su actitud infantil y su lugar entre los héroes más grandes del mundo. Sin embargo, los miedos de Batman, la Mujer Maravilla, y el Detective Marciano no fueron revelados (Batman fue capaz de destruir a su doble rápidamente, sin darle oportunidad de burlarse de él). Los androides fueron destruidos después de una breve pelea.
El miedo de la Liga de llegar a convertirse de héroes a tiranos como sus contrapartes llegó a su clímax cuando Flash se vio forzado a sobrepasar los límites de su velocidad máxima usando todo el poder de la Fuerza de la Velocidad para separar a Brainiac y Luthor. Esto provocó que Flash fuese absorbido por la Fuerza de la Velocidad, a lo que un derrotado Luthor responde irónicamente: “¿Qué les parece? Sí lo maté.”
Superman, aunque enfurecido con Luthor, se rehúsa a sucumbir a la tentación y seguir el mismo camino que su contraparte. “No soy el hombre que mató al presidente Luthor. Ahora me gustaría poder serlo, pero no lo soy.”
Por fortuna, J'onn logra sentir que Flash sigue vivo, y entre todos logran sacarlo de la Fuerza de la Velocidad, salvando su vida, y con ello evitando seguir el camino de los Amos.
Dándose cuenta de que habían permitido que su poder los distanciara de la gente que intentaban proteger y temiendo convertirse en los Amos de la Justicia, Superman anunció públicamente que la Liga de la Justicia se disolvería. Sin embargo, después que Flecha Verde señaló que la Liga de la Justicia se había convertido en algo mucho más grande de lo que podría hacer cualquier héroe por sí solo y que continuarían con o sin ellos, aparte del apoyo del público, la Liga decidió optar por abrir una embajada en la Tierra para estar más cerca de la gente.

## Cómics
En los números de Batman Beyond Universe, se reveló más tarde que los efectos del disruptor de poder de Lex Luthor no fueron permanentes, y después se restauraron los poderes de los Amos de la Justicia, Detective Marciano, Linterna Verde y Chica Halcón se negaron a tomar partido entre el conflicto entre Superman y Batman y se fueron de la Tierra. Lord Superman finalmente se casa con la Mujer Maravilla durante su guerra contra el Lord Batman y sus seguidores benevolentes. Sin embargo, después de que la Liga de la Justicia volviera al mundo de los Amos de la Justicia para ayudar a Lord Batman, la Mujer Maravilla de la Liga y Lord Batman se enamoraron, y la Mujer Maravilla decidió permanecer en el mundo de los Amos de la Justicia y finalmente se casó con él. Esto dejó al Batman de la Liga con el corazón roto ya que tanto él como la Mujer Maravilla tenía una atracción romántica, pero nunca actuó en consecuencia, debido a la creencia de Batman que una relación dentro de un equipo traerá problemas y desastres. 
Décadas más tarde, Lord Batman finalmente muere luchando contra sus excompañeros, y el mundo permanece bajo la tiranía de los Amos de la Justicia. Las guerras continuaron ocurriendo entre Superman y los seguidores de Batman, sin embargo. La Mujer Maravilla de la Liga regresó a su universo nativo después de la muerte de su marido; Sin embargo, Superman y el sucesor de Batman Terry McGinnis sospechan ya que tanto su Mujer Maravilla y su homólogo son idénticos, por lo que es posible que esta Mujer Maravilla es en realidad la esposa de Superman de los Amos de la Justicia trabajando como espía. Evento que aunque Bruce Wayne siempre había sido más lógico que a raíz de su corazón durante toda su vida, por lo visto cree que esta Mujer Maravilla es la que él todavía está enamorado y planea no perder su oportunidad de nuevo. McGinnis viaja al mundo de los Amos para saber si Lady Mujer Maravilla esta todavía alrededor y, finalmente, se entera de la muerte de Lord Batman. También introduce versiones del universo paralelo de Terry McGinnis y Dick Grayson. En este mundo, McGinnis nunca había conocido a Bruce Wayne y por lo tanto nunca se convirtió en Batman, y Grayson trabaja como oficial bajo fuerzas de tarea de los Amos de Justicia a pesar de haber sido servido décadas como el compañero de Lord Batman antes. Sin embargo, Lord Superman llega también al mundo de la Liga con sus seguidores (incluyendo versiones de los Amos de Justicia de Warhawk, Aquagirl (Mareena), Micron, el Capitán Marvel, Flash (Danica Williams), y Curare), y en la Liga de la Justicia Ilimitada el kryptoniano renagado afirma que la Mujer Maravilla es su esposa.
Se revela que años después del matrimonio de la Mujer Maravilla con Lord Batman, su homólogo tiránico se disfrazó como ella para atraer a su marido de su escondite y lo asesinó. La Mujer Maravilla finalmente mató a su contraparte en represalia de la muerte de su marido. Sin embargo, mientras la guerra continúa, la Mujer Maravilla hizo un sacrificio por volver a casarse con Lord Superman, para concebir a su hijo Zod para ordenar a seguidores en declarar una tregua. Sin embargo, su matrimonio es una farsa, y Zod fue concebido fuera de la ingeniería genética de los ADN de sus padres utilizando las tecnologías de Krypton, Themyscira, y Proyecto Cadmus. Después de que Lord Superman descubre que Terry McGinnis ha viajado a su universo, él vuelve a su mundo para enfrentarse tanto a él como a su homólogo. McGinnis descubre un traje de Batman construido por Lord Batman antes de su muerte, similar-pero-más-avanzado al que él está usando, que otorgaría al usuario la fuerza y la velocidad en paralelo ya sea a un Kryptioniano o una amazona. McGinnis se pone el traje de Batman para prepararse para la batalla con Lord Superman, con su homólogo como testigo. La primera batalla termina con Terry fingiendo su muerte usando ilusiones del traje de Batman cuando Lord Superman usa su visión de calor sobre él, y más tarde Terry descubre del mensaje de Lord Batman que el traje de Batman funciona por kryptonita sintética; Lord Batman intentó matar a Lord Superman con el traje. 
Después de que Lord Superman regresa al mundo de la Liga de Justicia, comienza la lucha contra Superman, Bruce Wayne, y la Mujer Maravilla en la Baticueva. Zod pronto llega para ayudar a su madre. La batalla termina cuando Terry llega y derrota por sí mismo a Lord Superman, con el resto de la Liga de derrotando al resto de los Amos de la Justicia. Superman envía a su homólogo tiránico a la Zona Fantasma, donde el renegado kryptoniano encuentra al antiguo enemigo Jax-Ur. Al ver que el mundo de los Amos de la Justicia finalmente logró la paz después de su derrota, la Mujer Maravilla vuelve a la Liga de la Justicia y se queda en la Mansión Wayne. Bruce Wayne planea construir otra Batitraje con kriptonita sintética en previsión de si Lord Superman escaparía. Mientras McGinnis y Dick Grayson de su mundo trabajan en mejorar la antigua base del traje de Batman en algunos diseño de Lord Batman, sus contrapartes trabajan para reparar el Batitraje de Lord Batman después McGinnis regresó. Grayson tiene la intención de preparar a la contraparte de McGinnis en el nuevo Batman para el mundo de los Amos de la Justicia.

## Inspiración
Como se revela en los comentarios en DVD del episodio, los Amos de la Justicia inicialmente comenzaron como una versión del Sindicato del Crimen de América, pero mientras los escritores trabajaban en él decidieron que una versión de la Liga de la Justicia que termina volviéndose fascista tenía más potencial ya que el Sindicato del Crimen eran simplemente malvados.
- Datos: Q6317015